# Розстріляний з'їзд кобзарів

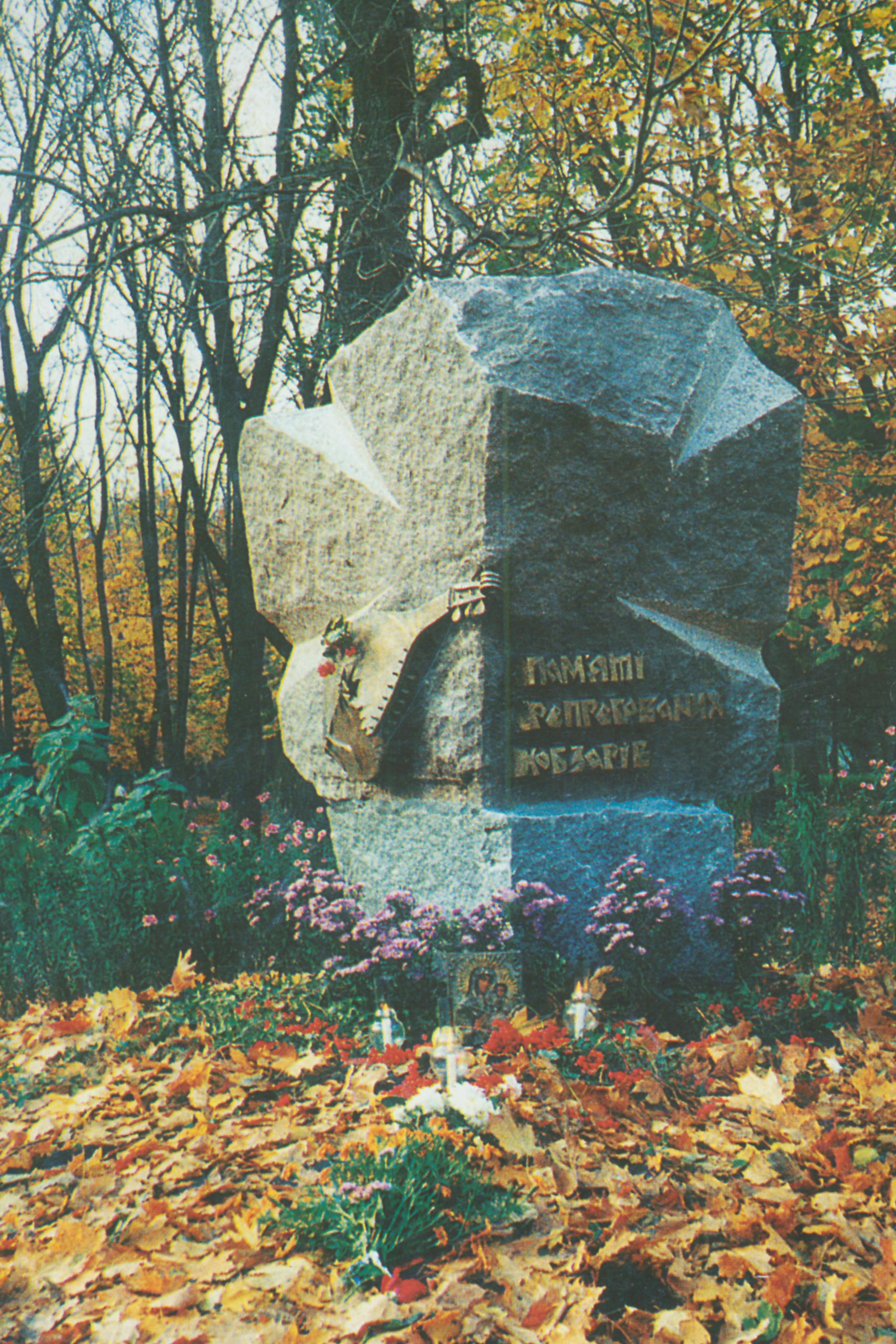
Пам'ятний знак репресованим кобзарям в Харкові

Розстріляний з'їзд кобзарів — легенда про масове вбивство українських кобзарів та лірників після так званого «З'їзду народних співців Радянської України», начебто скликаного державними органами СРСР у 1930-х роках у Харкові.
Частина громадськості вважає з'їзд доконаною історичною подією, інші вважають достовірність сумнівною[⇨].

## Передумови виникнення легенди
Поважна і престижна в минулому професія українського лірника-кобзаря наприкінці XVIII століття поступово зазнала перетворення на жебрацтво. З утвердженням в Україні радянської влади та під впливом нових умов життя лірництво майже повністю згасло, а багатьом з лірників радянською владою було інкриміновано «жебрацтво». Початком кінця став грудень 1933 року коли пленум Всеукраїнського комітету спілки працівників мистецтв з ініціативи Андрія Хвилі оголосив кобзу та бандуру «класово ворожими», після чого почалося викорінення цих інструментів та явища кобзарства.

## Версія про масовий розстріл
На думку прихильників легенди, для виконання цього рішення було вирішено зібрати всіх кобзарів та лірників на з'їзд та розстріляти, а кобзи й ліри понищити. За твердженням Миколи Литвина, з'їзд планували провести ще 1925 року, потім перенесли на 1 грудня 1927 року, але й тоді він не відбувся. На його думку, причиною цього могло бути те, що етнографічна комісія, створена при Академії наук УРСР, не зареєстрували всіх кобзарів. Водночас, за твердженням історика Сергія Єкельчика, з'їзди у 1920-х роках були, але після них не розстрілювали. За однією з версій, з'їзд начебто відбувся взимку 1934—1935 року в Харкові в Харківському оперному театрі. Його пов'язали з Республіканською олімпіадою міста й села у грудні 1934 року. Органам ДПУ і міліції на місцях було наказано забезпечити явку народних співців до тодішньої столиці України — Харкова. Основним завданням З'їзду було питання активного залучення народних співців до соціалістичного будівництва, відходу від виконавських традицій і визначення нових «радянських» ідеологічних пріоритетів. Ухваливши відповідні резолюції, незрячих співців під приводом поїздки на З'їзд народних співців народів Союзу Радянських Соціалістичних Республік, що мав відбутися у Москві, повантажили до ешелону і підвезли до околиць станції Козача Лопань. Пізно увечері кобзарів і лірників вивели з вагонів до лісосмуги, де були заздалегідь вириті траншеї. Вишикувавши незрячих кобзарів і їхніх малолітніх поводарів в одну шеренгу загін особливого відділу НКВС УСРР їх всіх розстріляли, а всі музичні інструменти спалили поряд.
За деякими припущеннями, на цей з'їзд енкаведисти зігнали та вбили від 200 до 1234 українських кобзарів.

### Датування події
Серед популяризаторів легенди немає остаточного консенсусу щодо точної дати «Розстріляного з'їзду кобзарів». Так, журналіст і кобзар Микола Литвин стверджує, що «з'їзд» відбувся на початку грудня 1930 року. За версією історика ХНУ Каразіна Валерія Семененко «розстріляний з'їзд кобзарів» відбувся в грудні 1932 року. Кость Черемський стверджував, що з'їзд планувалося провести 1934 року.

## Згадки в літературі
Масовий розстріл кобзарів згадував у 1970 році Валентин Мороз у статті «Хроніка опору». Про розстріл кобзарів у Харкові писав також Леонід Плющ у книзі спогадів «Карнавал історії» 1979 року. Про «розстріляний з'їзд» також згадував Роберт Конквест у своїй книжці «Жнива скорботи», вперше виданій 1986 року. Але це твердження він не підкріплює посиланням на жодні джерела. З 1991 року публікації про «розстріляний з'їзд» почали з'являтися в українській пресі.
У 1999 році в книзі «Повернення традиції. З історії нищення кобзарства» Кость Черемський стверджував, що збереглося чимало історичних документів про «розстріляний з'їзд кобзарів». Він заявляє про існування в українських архівах документів протоколу про скликання Кобзарського з'їзду в Харкові в 1934 році, анкети учасника з'їзду, листування співробітників НКВС УРСР із членами оргкомітету тощо. На думку Черемського, про невідоме зникнення кобзарів також свідчить і облік кобзарів за 1939 рік, коли на Республіканську нараду кобзарів і лірників з'явилося зо два десятки кобзарів, а на з'їзд початку 1930-х нібито прибуло понад 300 незрячих музик. На підтвердження своїх слів він посилається на спогади харківського кобзаря Анатолія Парфіненка та інших сучасників тих подій.

## Питання про достовірність
Станом на 2019 рік, документально підтверджених відомостей про «розстріляний з'їзд» немає, це підтверджують колишні директори Галузевого державного архіву СБУ Володимир В'ятрович та Ігор Кулик. За твердженням старшого наукового співробітника Національного музею Тараса Шевченка історика Олега Магдича, не існує документальних підтверджень цієї події. Магдич підкреслює «Документів [про розстріл] — немає! Історія про „кобзарський з'їзд“ базується виключно на усних свідченнях».
На думку канадського історика Сергія Єкельчика, розстріл кобзарів біля Козачої Лопані є легендою, що походить із книги Соломона Волкова «Свідчення: Спогади Дмитра Шостаковича», виданої 1979 року англійською мовою в США. Зокрема, Єкельчик зазначив, що справжньою причиною зникнення лірників та кобзарів з українських вулиць і сільських доріг у 1930-х роках є інші кампанії сталінського режиму, такі як колективізація, впровадження паспортів у містах, арештів мандрівних музик за незаконне жебрацтво тощо. На думку Вахтанга Кіпіані саме це й стало підґрунтям для легенди.

## У масовій культурі
Кінематограф
- «Поводир» (реж. Олесь Санін, 2013) — український фільм, де розповідається легенда про розстріл кобзарів взимку 1934 року під Харковом агентами НКВС.

Музика
- «Страта кобзарів» (муз. Володимира Кушпета, сл. Олеся Доріченка) — пісня-реквієм про українських кобзарів, підступно винищених сталінським режимом взимку 1934—1935 років.[18]

Література
- «1935» (поема, Леонід Плющ) — невелика поема про українських кобзарів, підступно винищених сталінським режимом взимку 1934—1935 років.[19]